# 630 pr. n. št.

## Rojstva
- Nebukadnezar II., drugi kaldejski kralj († okoli 561 pr. n. št.)